# 624 a.C.
Il 624 a.C. (DCXXIV a.C. in numeri romani) è un anno  del VII secolo a.C.

## Eventi
- Con la cerimonia dell'Akītu (capodanno Babilonese) Nabucodonosor II inizia in aprile il suo 1º anno di regno accedendo al trono di Babilonia. (Data più accreditata: 604 a.C.)